# NGC 5631
NGC 5631 је лентикуларна галаксија у сазвежђу Велики медвед која се налази на NGC листи објеката дубоког неба.
Деклинација објекта је + 56° 34' 59" а ректасцензија 14h 26m 33,3s. Привидна величина (магнитуда) објекта NGC 5631 износи 11,4 а фотографска магнитуда 12,4. Налази се на удаљености од 30,250 милиона парсека од Сунца. NGC 5631 је још познат и под ознакама UGC 9261, MCG 10-21-2, CGCG 296-5, PGC 51564.